# Hertogdom Gottorp
Het hertogdom Gottorp (Deens: Hertugdømmet Gottorp, Duits: Herzogtum Gottorf) of Sleeswijk-Holstein-Gottorp (Deens: Slesvig-Holsten-Gottorp, Duits: Schleswig-Holstein-Gottorf) was een landsheerlijkheid die bestond uit delen van de hertogdommen Sleeswijk en Holstein. Het werd geregeerd door het huis Sleeswijk-Holstein-Gottorp, een zijtak van het huis Oldenburg. Het hertogelijke hof was tot 1713 gevestigd in het kasteel Gottorp vlak buiten de stad Sleeswijk. In 1720 werd Kiel de hoofdstad.
Het territorium van het hertogdom Gottorp bestond uit verschillende niet aaneengesloten gebieden op het schiereiland Jutland. De noordelijke delen lagen in het hertogdom Sleeswijk, de zuidelijke in Holstein. Sleeswijk was een leen van het koninkrijk Denemarken, Holstein maakte deel uit van het Heilige Roomse Rijk. Binnen het Rijk waren de hertogen van Gottorp vertegenwoordigd in de Rijksdag en de Nedersaksische Kreits.
Het hertogdom Gottorp ontstond in 1544, na de verdeling van de hertogdommen Sleeswijk en Holstein tussen koning Christiaan III van Denemarken en zijn jongere broers Johan de Oudere en Adolf. Ondanks de deling werden Sleeswijk en Holstein door de hertogen als een geheel bestuurd. De landgoederen van de kerk en de ridderschap stonden onder gezamenlijk bestuur, evenals de hoogste rechtbanken, defensie, de heffing van nieuwe belastingen en de tolinkomsten.
Vanaf 1580 was Gottorp, op het aandeel van de Deense koning na, het grootste hertogdom in Sleeswijk en Holstein. Het kasteel Gottorp ontwikkelde zich tot een cultureel centrum. In de tweede helft van de 17e eeuw raakten de hertogen steeds vaker in conflict met de Deense koningen. Na een oorlog met Zweden moest de Deense koning in 1658 zijn leenheerschappij over Gottorp opgeven. Tijdens de Grote Noordse Oorlog veroverde Denemarken het hertogdom. Sleeswijk kwam volledig in Deense handen, maar in 1720 kreeg hertog Karel Frederik zijn aandeel aan Holstein terug. Zijn zoon Karel Peter Ulrich werd in 1762 tsaar van Rusland. In 1773 stond Rusland het hertogdom in ruil voor Oldenburg aan Denemarken af.

## Geschiedenis

### De verdeling van Sleeswijk en Holstein
In 1533 volgde Christiaan III zijn vader Frederik I op als koning van Denemarken en Noorwegen en als hertog van Sleeswijk en Holstein. Tot 1544 regeerde hij mede in naam van zijn twee jongere broers, Johan de Oudere en Adolf. De positie van Christiaan III als koning van Denemarken was echter niet onbetwist: met steun keizer Karel V maakte Frederik II van de Palts in naam van zijn echtgenote Dorothea van Denemarken aanspraak op de Deense troon. Vanwege de dreiging van een keizerlijke invasie werd een verdeling van de hertogdommen Sleeswijk en Holstein onder de drie broers uitgesteld. Toen Christiaan III in 1544 de vrede sloot met keizer Karel V drongen Johan en Adolf aan op een deel van de hertogdommen.
Een aantal edelen kreeg de opdracht om Sleeswijk en Holstein in drie ongeveer gelijke delen te verdelen. Elk deel bestond uit gebieden die over beide hertogdommen verspreid lagen. Jaarlijks moesten de delen ongeveer 80.000 Mark opbrengen. De adellijke landgoederen en de kerkelijke gebieden die tijdens de reformatie niet geseculariseerd waren kwam onder gemeenschappelijk bestuur. De raden van de grootse steden moesten hun eed van trouw alle regerende hertogen zweren, ongeacht in welk gebiedsdeel ze lagen. Ook de inkomsten uit de tolheffing bij Rendsburg en Gottorp bleven gemeenschappelijk, evenals wetgeving, de heffing van nieuwe belastingen en de buitenlandse politiek.
Op 9 augustus 1544 ondertekenden de drie broers in Rendsburg het verdelingsverdrag. Als jongste broer mocht Adolf als eerste zijn deel kiezen. Zijn keuze viel op het Gottorpse deel dat bestond uit het Amt Gottorp met de stad Sleeswijk, de Ämter Aabenraa, Husum, Hütten, het landschap Eiderstedt en het klooster Mohrkirch in Sleeswijk en de Ämter Kiel, Neumünster, Oldenburg en Trittau, de kloosters Reinbek en Cismar en de stad Neustadt in Holstein. Christiaan III koos vervolgens het Sonderburgse deel, zodat Haderslev aan Johan viel.

### Opbouw van het hertogdom

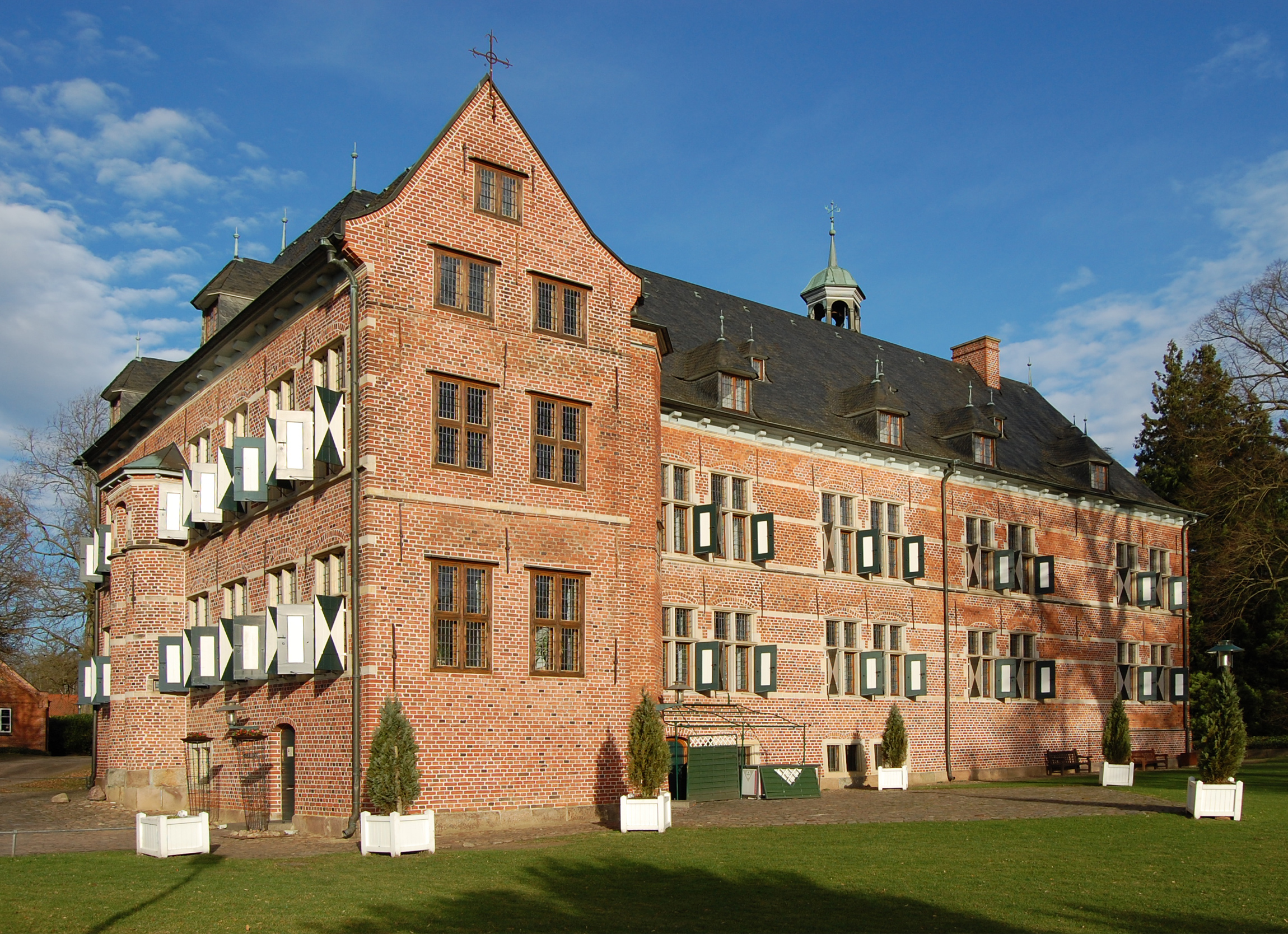
Reinbeck

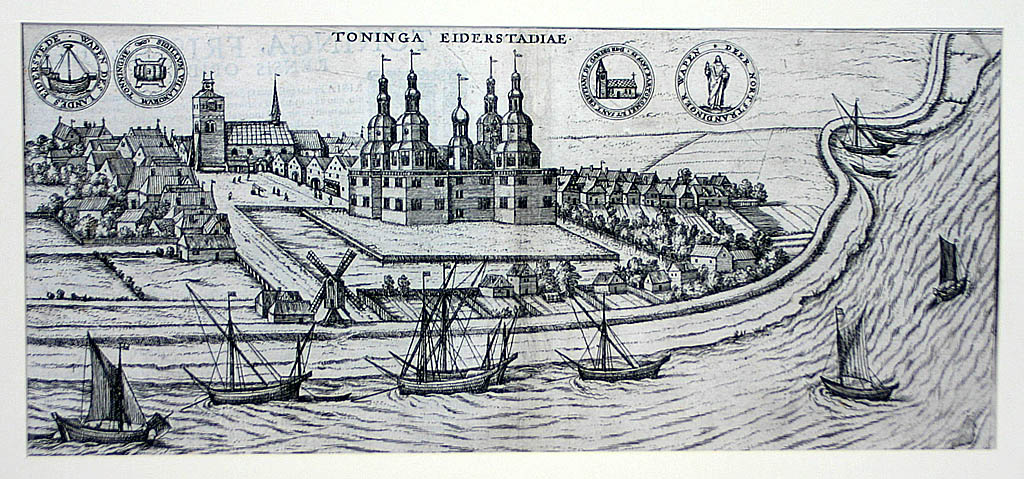
Schloss Tönning

Adolf kreeg bij zijn aantreden als hertog direct te maken met hoge schulden. Daarnaast was zijn macht beperkt door de gezamenlijke regering over de hertogdommen en het Unieverdrag dat de Staten van Sleeswijk en Holstein in 1533 met de Deense Rijksraad hadden gesloten. Volgens het Unieverdrag waren de hertogdommen en Denemarken verplicht elkaar tijdens oorlogen bij te staan.
Tijdens zijn regering probeerde Adolf zijn schulden af te lossen en zijn macht binnen de hertogdommen uit te breiden. In 1547 trad hij in dienst van keizer Karel V. Na het aftreden van deze keizer in 1556 werd Adolf raadgever van diens zoon en opvolger, Filips II. Met het jaargeld van 6000 gulden dat hij hiervoor ontving kon hij de hertogelijke financiën versterken.
Met behulp van zijn kanselier hervormde Adolf het bestuursapparaat. Hij richtte in Gottorp een centrale kanselarij en een centrale Rentekammer op, die verantwoordelijk was voor het bijhouden van de hertogelijke financiën. Voor de hervormingen werden de hertogelijke uitgaven verdeeld over de Ämter. Om zijn inkomsten te vergroten zette Adolf in op de uitbreiding van de wol- en textielhandel met Engeland. De hertog hoopte met de uitbreiding van Husum met de Hanzesteden te kunnen concurreren. Ook bezat Adolf zelf handelsschepen en had hij plannen voor de oprichting van een eigen handelscompagnie. Het grootste deel van de hertogelijke uitgaven werd echter nog steeds betaald met de inkomsten uit de Ämter en de landschappen.
Een groot deel van zijn geld investeerde Adolf in de bouw van nieuwe kastelen. Tussen 1572 en 1583 liet hij in Reinbek, Hussum en Tönning kastelen bouwen in de stijl van de Nederlandse renaissance.

### Territoriale expansie
Hertog Adolf wist het grondgebied van zijn hertogdom op verschillende manieren uit te breiden. In 1556 volgde hij zijn jongste broer Frederik op als bisschop van Sleeswijk. Het Amt Schwabstedt, het wereldlijke bezit van de bisschoppen van Sleeswijk, werd hierdoor praktisch een onderdeel van het hertogdom Gottorp.
In 1559 vatte Adolf het plan op om de boerenrepubliek Dithmarschen te veroveren. Officieel was Dithmarschen deel van het prinsaartsbisdom Bremen, maar in feite werd het bestuurd door leden van de invloedrijkste boerenfamilies. Koning Frederik II van Denemarken en Johan de Oudere eisten echter dat zij als mede-hertogen ook bij de verovering van Dithmarschen betrokken zouden worden. Op 13 juni 1559 versloeg het leger van de hertogen onder leiding van Johann Rantzau het boerenleger in de Slag bij Heide. De drie hertogen verdeelden Dithmarschen onder elkaar, waarbij Adolf het noordelijke deel van de voormalige republiek kreeg.
De hertog breidde zijn gebieden ook uit door landgoederen van de adel op te kopen. Daarnaast kocht hij in 1571 en 1575 kocht de Ämter Tremsbüttel en Steinhorst van de hertog van Saksen-Lauenburg. Toen zijn enige overlevende broer, hertog Johan de Oudere van Haderslev, in 1580 overleed maakte Adolf op basis van het Jutse recht (Jyske Lov) aanspraak op de volledige erfenis. Koning Frederik II eiste echter dat het hertogdom Haderslev volgens Duits erfrecht verdeeld zou worden. Pas toen de koning dreigde militair in te grijpen, gaf Adolf zijn verzet tegen de verdeling op. Gottorp werd uitgebreid met de Ämter Tønder, Løgumkloster en Bordesholm en de landschappen Strand en Fehmarn. Tijdens zijn regering had hertog Adolf het grondgebied van zijn hertogdom meer dan verdubbeld.

### Opvolgingsperikelen
Toen hertog Adolf in 1586 overleed was zijn opvolging nog onbeslist. Adolf had vier zoons, waarvan de twee jongste voorbestemd waren om geestelijke te worden. Adolf had in zijn testament bepaald dat Gottorp tussen zijn twee oudste zoons verdeeld zou moeten worden. De Staten van Sleeswijk en Holstein weigerden echter om twee hertogen te huldigen en zo toe te laten tot de gemeenschappelijke regering van de hertogdommen. Tegelijkertijd beweerden de staten dat zij het recht hadden om hun hertogen te kiezen, terwijl het hertogelijke huis ervan uitging dat de hertogstitel erfelijk was.

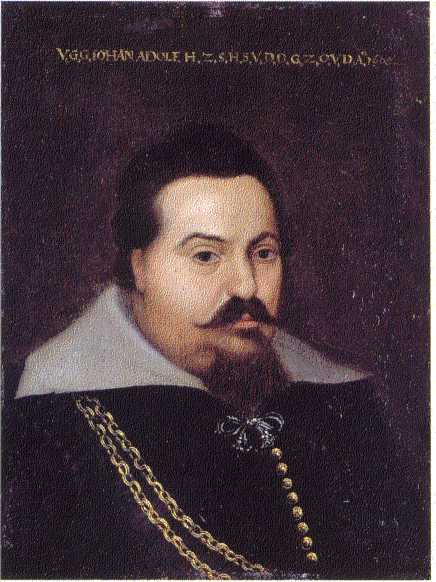
Johan Adolf

Nog geen jaar na de dood van zijn vader overleed Frederik II, nog voordat hij gehuldigd kon worden. Zijn jongere broer Filips volgde hem op. Bij zijn huldiging in 1590 weigerde hij de rechten de Staten te bevestigen. Het conflict met de Staten bleef echter beperkt door Filips vroegtijdige overlijden. Johan Adolf werd de nieuwe hertog van Gottorp.
Johan Adolf was door zijn vader voorbereid op een carrière als geestelijke. Op tienjarige leeftijd was hij tot prins-aartsbisschop van Bremen gekozen en in 1586 werd hij ook prins-bisschop van Lübeck. Bij zijn huldiging in 1593 accepteerde Johan Adolf het kiesrecht van de Staten.
In 1596 stond Johan Adolf het aartsbisdom Bremen af aan zijn jongste broer, Johan Frederik. Desondanks maakte Johan Frederik in 1603 aanspraak op een deel van het hertogdom Gottorp. In samenspraak met de Staten wees Johan Adolf deelname van zijn jongere broer aan de gemeenschappelijke regering af. Johan Frederik kreeg echter wel een aantal Ämter in het zuidoosten van het hertogdom toegewezen. Later droeg Johan Adolf ook het Prinsbisdom Lübeck af aan zijn broer.
In 1608 voerde Johan Adolf de primogenituur in, zodat alleen de oudste zoon van de hertog gerechtigd was om hem op te volgen. Daarmee werd een nieuwe verdeling van het hertogdom uitgesloten. Toen Frederik III zijn vader in 1616 opvolgde erkenden de Staten de erfopvolging en gaven ze hun recht om de hertogen te kiezen op. Om ook voor hun jongere zoons een adellijke levensstijl te garanderen, gebruikten de hertogen hun invloed om hen tot prins-bisschop van Lübeck te laten verkiezen.

### Hofcultuur
Zowel Johan Adolf als zijn zoon Frederik III spanden zich in om het prestige van het hertogelijke huis te vergroten. Beide vorsten hielden er een kostbare levensstijl op na en traden op als mecenas van kunstenaars en wetenschappers. Het kostbare hofleven zette de hertogelijke financiën echter steeds verder onder druk, waardoor de hertogen op zoek moesten naar nieuwe inkomstenbronnen.
Johan Adolf trouwde in 1596 met prinses Augusta van Denemarken, waarna zijn hof een koninklijke allure aannam. De hertog liet grote delen van kasteel Gottorp verbouwen. Daarnaast onderhield hij een hoforkest en bracht hij een omvangrijke bibliotheek bij elkaar.

### De Dertigjarige Oorlog
Denemarken en Gottorp waren door de gemeenschappelijke regering en het Unieverdrag van 1533 gedwongen om hun buitenlandse politiek op elkaar af te stemmen. Omdat de koning van Denemarken over veel meer middelen beschikte was de hertog van Gottorp in feite gedwongen om het Deense beleid te volgen. Tijdens de Zevenjarige Oorlog (1563-1570) en de Kalmaroorlog (1611-1613) tegen Zweden droegen de hertogen van Gottorp financieel bij in plaats van troepen te sturen. Het hertogdom Gottorp zelf werd tijdens deze oorlogen niet bedreigd, omdat de strijd zich vooral in Skåneland en op de Oostzee afspeelde.
In 1625 greep koning Christiaan IV van Denemarken in de Dertigjarige Oorlog in. Als hertog van Holstein en opperbevelhebber van de Nedersaksische Kreits verklaarde Christiaan IV de oorlog aan keizer Ferdinand III. Hertog Frederik III steunde de koning en liet verschansingen bouwen in het westen van Holstein. Na de Deense nederlaag in de Slag bij Lutter trok het keizerlijke leger onder leiding van Wallenstein Jutland binnen. Sleeswijk, Holstein en Deens Jutland werden bezet. Terwijl Christiaan IV de strijd voortzette begon Frederik III onderhandelingen met Wallenstein over de ontruiming van zijn hertogdom. De hertog bood zelfs aan om Friedrichstadt ter beschikking te stellen aan de keizer voor diens plannen om een vloot uit te rusten. Hiermee ging Frederik direct in tegen de bepalingen van het Unieverdrag. Hoewel Frederik III tijdens de vredesonderhandelingen in Lübeck probeerde om zijn leenband met Denemarken op te zeggen, werd de vooroorlogse situatie in stand gehouden. De relatie tussen Frederik III en Christiaan IV was echter ernstig bekoeld.

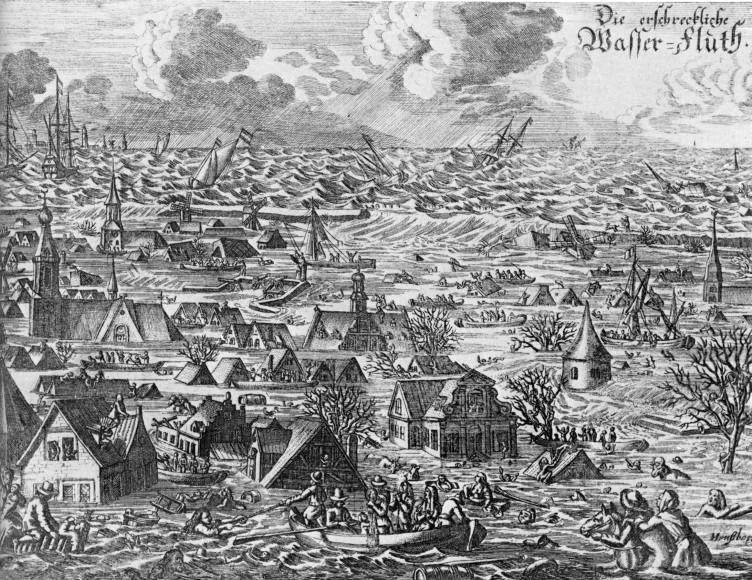
Kopergravure van de Burchardivloed (Die erschreckliche Wasser-Fluth), die in 1634 aan tussen de 8000 en 15.000 mensen het leven kostte.

De keizerlijke troepen hadden tijdens de bezetting grote delen van de hertogdommen geplunderd. Welvarende gebieden, zoals Eiderstedt, waren bijna volledig verwoest. Vijf jaar na het sluiten van de Vrede van Lübeck, in 1634, werd de Noordzeekust van de hertogdommen getroffen door de Burchardivloed. Tijdens deze stormvloed verdronken tussen de 8000 en 15.000 mensen. Van het eiland Strand bleven na de overstroming slechts drie kleinere eilandjes over. Hoewel deze rampen aan grote groepen mensen het leven kostten en de emigratie vanuit de hertogdommen toenam, had de bevolking van Holstein zich desondanks aan het einde van de oorlog hersteld.
Nadat Denemarken zich uit de oorlog had teruggetrokken verklaarde Zweden in 1630 de oorlog aan de keizer. De Zweden veroverden grote delen van Duitsland, maar konden de keizer niet definitief verslaan. Tegelijkertijd herstelde Denemarken zich van de oorlog. Koning Christiaan IV probeerde zijn invloed in het noorden van Duitsland door middel van diplomatie te herstellen. Om de Deense invloed tegen te gaan viel het Zweedse leger in 1643 zonder oorlogsverklaring de hertogdommen binnen. Ondanks zijn verplichtingen tegenover de Deense koning bleef Hertog Frederik III neutraal. Hij bood het Zweedse leger 100.000 reichstaler aan om zijn land vrij te kopen van de inkwartiering van soldaten. Daarnaast gaf Frederik de Zweedse troepen de vrije doorgang door de steden en vestingen van zijn hertogdom. De oorlog werd in het voordeel van Zweden beslist. In de Vrede van Brömsebro (1645) moest Denemarken een aantal landsdelen aan Zweden afstaan. Drie jaar later, in 1648, werd de Vrede van Westfalen getekend, waarmee een einde kwam aan de Dertigjarige Oorlog. Achter-Pommeren, Bremen, Verden en Wismar werden overgedragen aan Zweden. Hierdoor had Zweden Denemarken voorbijgestreefd als het machtigste land in het Oostzeegebied.

### Soevereiniteit
Ook na de oorlog zetten hertog Frederik III en zijn kanselier Johann Adolf Kielman von Kielmannsegg in op een bondgenootschap met Zweden. Uiteindelijke hoopte de hertog met Zweedse hulp onafhankelijk van Denemarken te worden en zo zijn eigen buitenlandse politiek te kunnen bedrijven. In 1654 huwelijke Frederik III zijn dochter Hedwig Eleonora uit aan koning Karel X Gustaaf van Zweden. Nadat de Deense koning Frederik III in 1657 ingreep in de Noordse Oorlog en het Zweedse leger de hertogdommen en Jutland bezette, sloten Gottorp en Zweden op 10 september 1657 een officieel bondgenootschap. In ruil voor een vrije doortocht en de levering van proviand beloofde Zweden om het hertogdom te beschermen. Daarnaast spraken de onderhandelaars af dat Gottorp na een Deense nederlaag het koninklijke aandeel van Sleeswijk zou krijgen, evenals onafhankelijkheid van Denemarken.
De oorlog verliep desastreus voor Denemarken. Vanwege extreme kou vroren de zeestraten tussen het vasteland en de Deense eilanden dicht. Het Zweedse leger kon moeiteloos oprukken naar Kopenhagen. Koning Frederik III was gedwongen om de Vrede van Roskilde te ondertekenen. Naast het verlies van onder andere Skåneland moest hij de soevereiniteit van het hertogdom Gottorp erkennen. De koning kon zijn deel van de hertogdommen echter behouden. Hertog Frederik stelde dat hij vanaf dat moment in Sleeswijk geen andere heer meer erkende dan "God, die in de Hemel zijt". Twee jaar later bevestigde de Deense koning nogmaals de soevereiniteit van de hertogen van Gottorp in de Vrede van Kopenhagen.
Ondanks de overwinning op Denemarken was de soevereiniteit van de hertogen van Gottorp beperkt. Het Unieverdrag bleef van kracht en de adellijke en geestelijke landerijen hertogdommen werden nog steeds gezamenlijk met Denemarken bestuurd. In de buitenlandse politiek konden de hertogen wel onafhankelijker opereren. De hertogen onderhielden bijvoorbeeld vertegenwoordigers in Amsterdam, Den Haag en Hamburg. Aan het keizerlijk hof in Wenen, op de Rijksdag in Regensburg en bij het Rijkskamergerecht in Spiers was Gottorp als Rijksvorstendom al vertegenwoordigd.

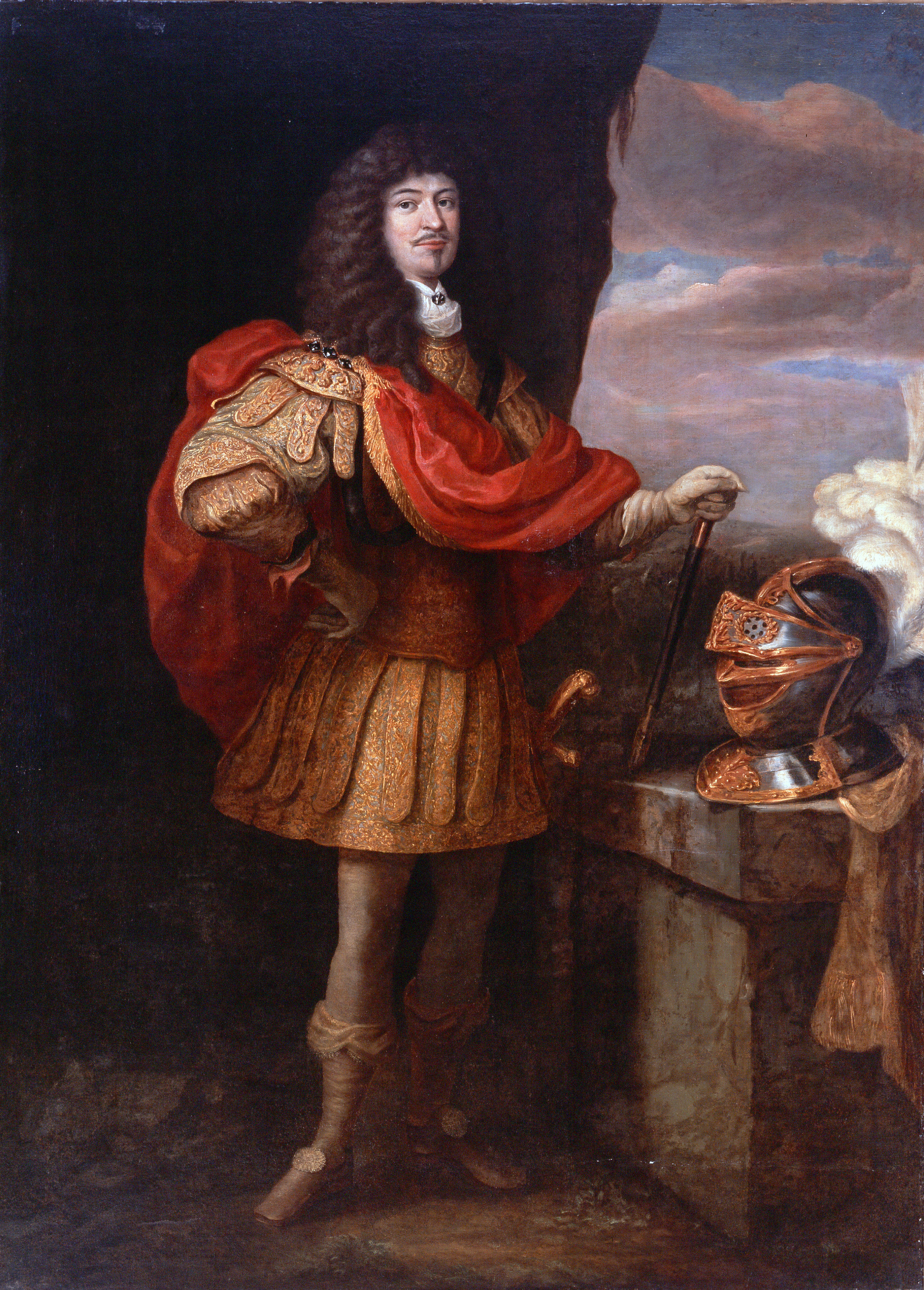
Hertog Christiaan Albrecht.

### Tussen Denemarken en Zweden
Frederik III werd in 1659 opgevolgd door zijn zoon Christiaan Albrecht. De jonge hertog besteedde een groot deel van zijn verantwoordelijkheden uit aan kanselier Johann Adolf Kielman von Kielmannsegg, die steeds meer invloed in de regering kreeg. Von Kielmannsegg vernieuwde in 1661 het bondgenootschap met Zweden. Voor Denemarken vormde het bondgenootschap echter een directe bedreiging: koning Christiaan V beschreef Gottorp zelfs als "een slang aan de borst van Denemarken".

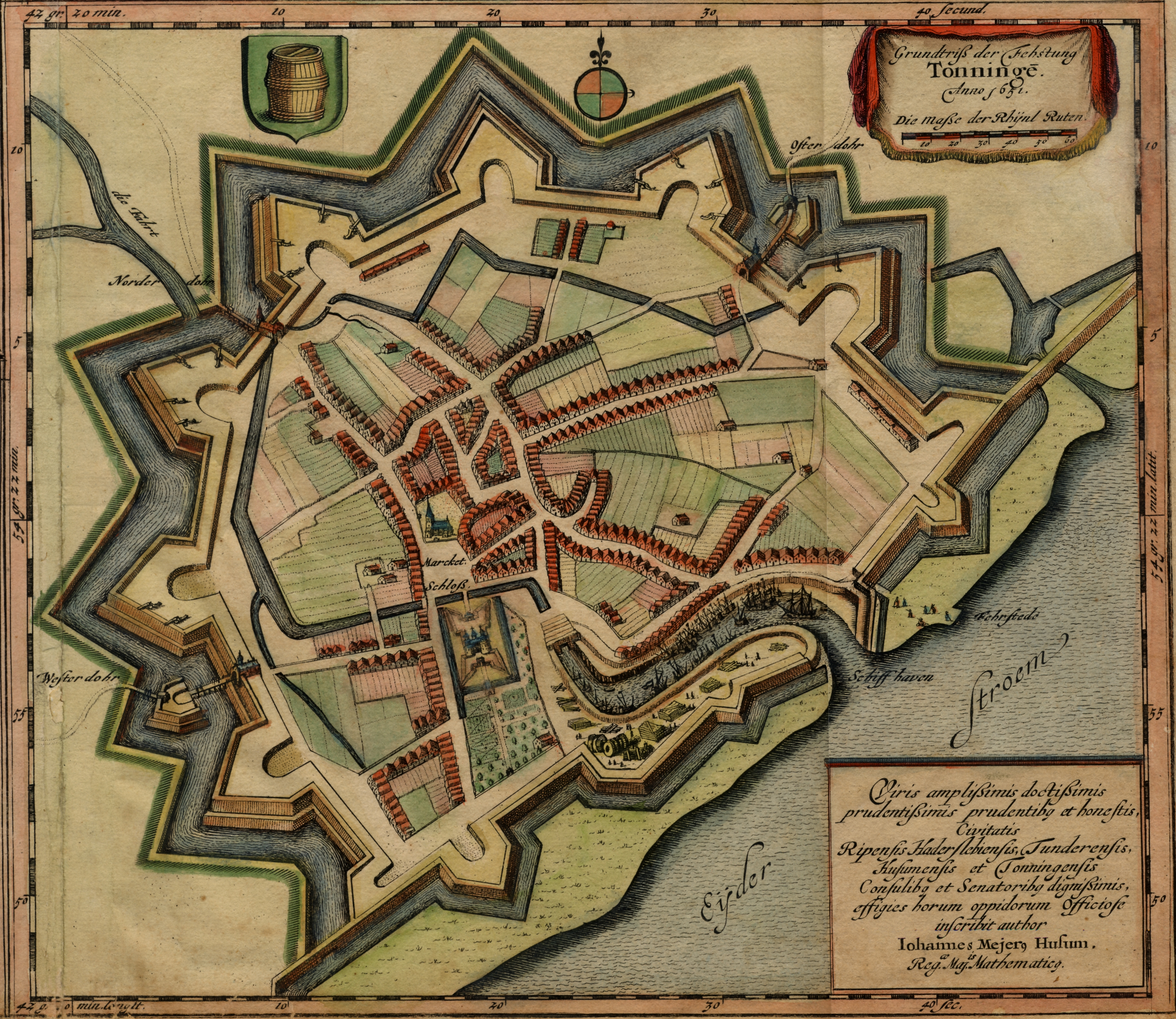
De vestingwerken van Tönning op een kaart uit 1651. Tönning was de belangrijkste vesting in het hertogdom Gottorp. De vesting werd in 1675 en 1714 door de Denen veroverd. Na 1714 werden de vestingwerken afgebroken.

Om zijn hertogdom tegen Deense aanvallen te kunnen verdedigen was Frederik III in 1644 begonnen om Tönning, dat strategisch gelegen was aan de monding van de rivier de Eider, tot een moderne vesting te laten verbouwen. Christiaan Albrecht zette daarnaast nog een staand leger op. De permanente militaire uitgaven drukten echter zwaar op de hertogelijke financiën. In tegenstelling tot zijn vader had Christiaan Albrecht veel minder mogelijkheden om te investeren in wetenschap en kunst. Wel richtte de hertog in 1665 Universiteit van Kiel op. Met zowel de oprichting van een permanent leger als de stichting van een eigen universiteit maakte Christiaan Albrecht duidelijk dat hij tot de machtigere vorsten in het Heilige Roomse Rijk behoorde.
Gesteund door de vredespartij aan het Deense hof probeerde koning Frederik III van Denemarken aan het einde van zijn regering de relatie met Gottorp enigszins te herstellen. In 1667 huwelijke de koning zijn dochter Frederika Amalia uit aan Christiaan Albrecht. Na de dood van graaf Anton Günther van Oldenburg in hetzelfde jaar sloten Frederik III en Christiaan Albrecht een overeenkomst over de verdeling van de erfenis. De hertog van Sleeswijk-Holstein-Plön maakte echter ook aanspraak op Oldenburg, zodat de zaak voor de Rijkshofraad in Wenen kwam. In het geheim spraken de Deense koning en de hertog van Plön af dat als de hertog de zaak zou winnen, hij Oldenburg in ruil voor een geldsom en een aantal gebieden aan Denemarken af zou staan. Toen deze overeenkomst bekend werd raakte de relatie tussen Denemarken en Gottorp opnieuw ernstig verstoord. In 1673 stelde de Rijkhofraad de hertog van Plön in het gelijk en kwam Oldenburg aan Denemarken.
Op aandringen van Frankrijk, dat verwikkeld was in de Hollandse Oorlog, viel Zweden in 1674 Brandenburg binnen. Koning Christiaan V van Denemarken, die in 1670 zijn vader opgevolgd had, riep in 1675 de Staten van Sleeswijk en Holstein bijeen in Kiel om hen een bijdrage te vragen voor de financiering van een oorlog tegen Zweden. Hertog Christiaan Albrecht weigerde de koning te ondersteunen en liet de landdag ontbinden. Zowel de koning als de hertog riepen hierna geen landdagen meer bijeen, waardoor het recht om belastingen te heffen volledig in vorstelijke handen viel.
Op 28 juni 1675 leden de Zweden een zware nederlaag tegen de Brandenburgers in de Slag bij Fehrbellin. Christiaan V zag hierin een kans om Skåneland heroveren en verklaarde de oorlog aan Zweden. Onder voorwendsel van onderhandelingen over een gebiedsruil nodigde de koning Christiaan Albrecht uit in Rendsburg. Toen de hertog daar aankwam liet Christiaan V echter de stadspoorten sluiten en de hertog gevangennemen. Christiaan Albrecht weigerde om de leeneed te zweren en zijn soevereiniteit op te geven, zoals de koning eiste. Toen Christiaan Albrecht naar Hamburg te vluchtte, bezetten de Denen Gottorp. Kanselier Von Kielmannsegg werd gevangengenomen, de vestingmuren van Tönning werden ontmanteld en de bevolking moest de eed van trouw zweren aan de Deense koning. Onder Franse druk moest Denemarken, dat diplomatiek geïsoleerd was geraakt, in de Vrede van Lund van 1679 al zijn veroveringen opgeven. Christiaan Albrecht werd met behoud van al zijn rechten als hertog hersteld.

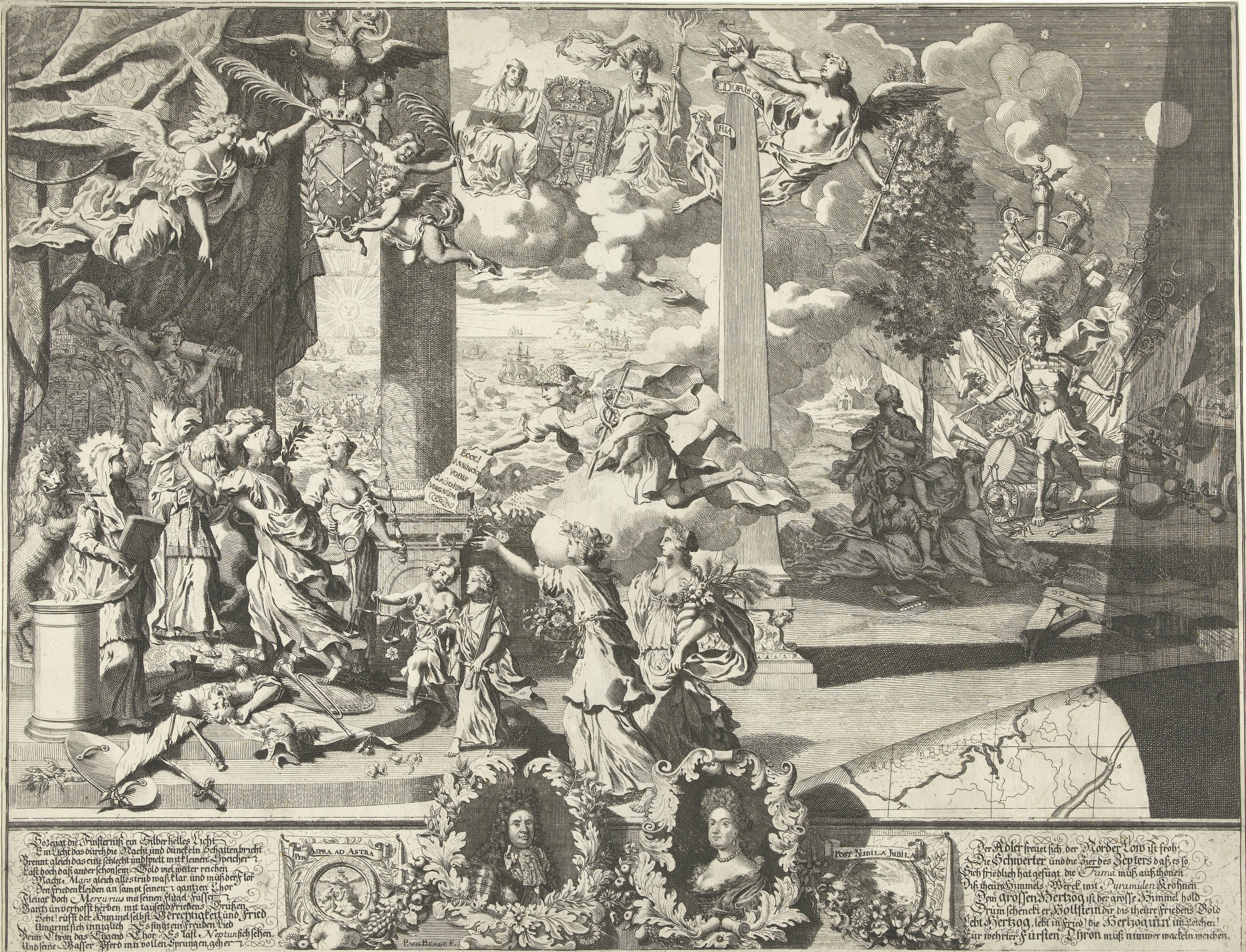
Allegorie op het verdrag van Altona.

Na zijn nederlaag probeerde koning Christiaan V om Gottorp door middel van diplomatie aan zich te onderwerpen. Met steun van Frankrijk eiste de koning in 1684 dat Christiaan Albrecht af zou zien van zijn soevereiniteit, zijn recht om forten te bouwen en troepen te werven en zijn recht om allianties met buitenlandse machten aan te gaan. Toen Christiaan Albrecht weigerde zich aan de koning te onderwerpen vaardigde Christiaan V een verordening uit waarin hij het Gottorpse deel van Sleeswijk in bezit nam en met het koninklijke deel verenigde. De koning stelde zijn eigen bestuurders aan in het hertogdom en liet de Sleeswijkse ridderschap in kasteel Gottorp de eed van trouw aan hem zweren. Vanuit Hamburg, waar Christiaan Albrecht opnieuw naartoe was gevlucht, probeerde de verdreven hertog een verbond tegen de Denen op te zetten. Toen Christiaan V de stadsraad van Hamburg onder druk zette om de hertog uit te leveren, sloten onder andere de keizer, Engeland en de Nederlandse Republiek zich aaneen tegen Denemarken. Op 20 juni 1689 tekende Denemarken onder druk van deze coalitie het verdrag van Altona, waarin Christiaan Albrecht Sleeswijk met behoud van al zijn rechten terugkreeg.

### De Grote Noordse oorlog en het verlies van Sleeswijk

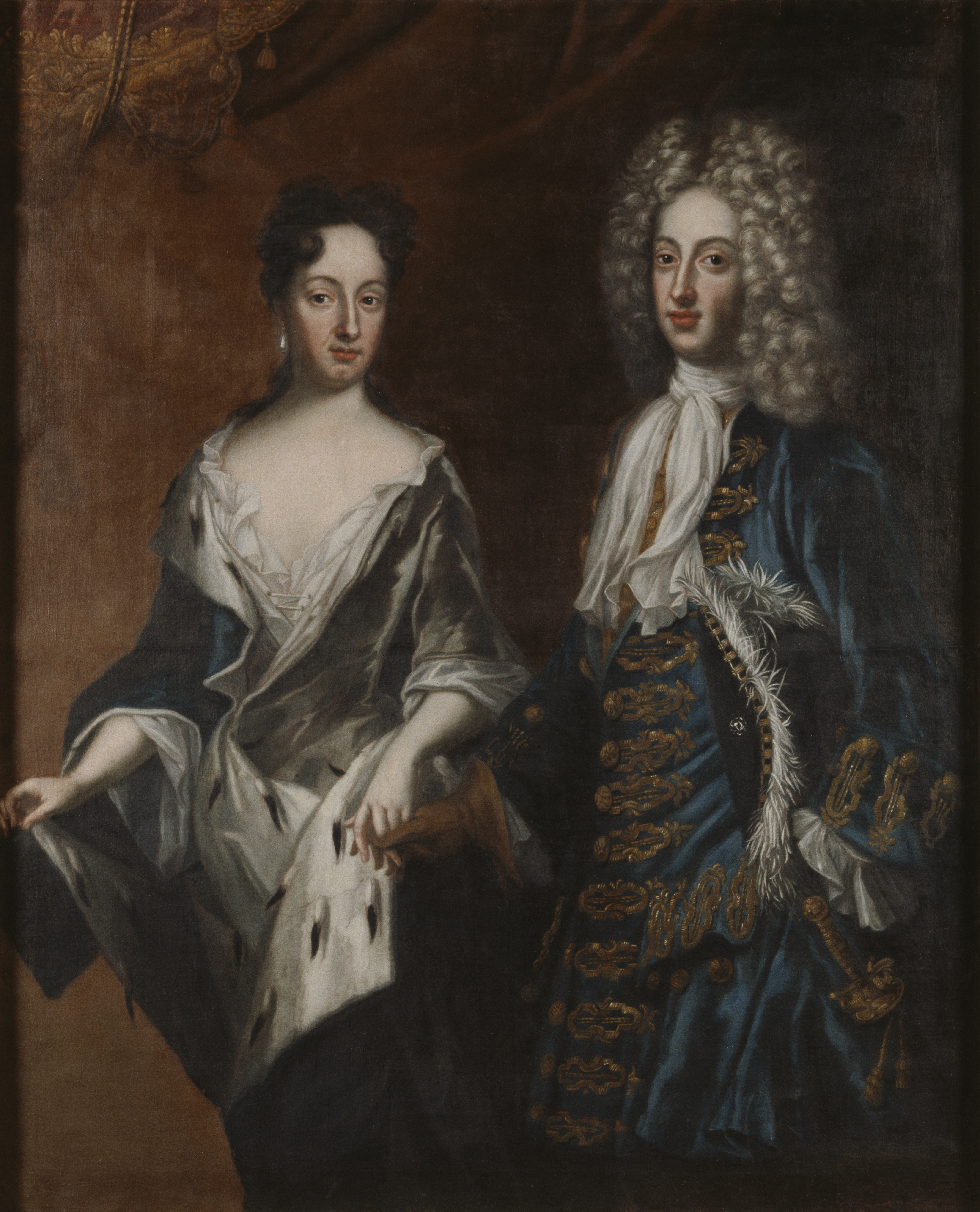
Hertog Frederik IV en prinses Hedwig Sophia van Zweden.

Na de diplomatieke nederlaag van Denemarken begon een korte periode van ontspanning in de relatie tussen Denemarken en Gottorp. Tijdens de korte regering van hertog Frederik IV (1694–1702) kwamen de koning en de hertog weer tegenover elkaar te staan. In Stapelholm liet de hertog verschansingen aanleggen, die korte tijd later op bevel van de koning weer vernietigd werden. Frederik IV hernieuwde zijn bondgenootschap Zweden en trouwde in 1698 met Hedwig Sophia, de oudste dochter van koning Karel XI van Zweden. Een jaar later sloot Denemarken een verbond met Polen en Rusland tegen Zweden.
Gesteund door de anti-Zweedse alliantie viel koning August II van Polen op 12 februari 1700 Zweeds Lijfland binnen; het begin van de Grote Noordse Oorlog. Kort daarop trok het Deense leger op tegen Gottorp en sloeg het Beleg voor Tönning. Met steun van een Brits-Nederlandse vloot landde een Zweeds leger voor Kopenhagen, terwijl een Zweeds-Hannoverse troepenmacht vanuit het zuiden richting Holstein trok. Omdat Denemarken niet in staat was om een tweefrontenoorlog te voeren, moest de Deense koning op 18 augustus de Vrede van Traventhal sluiten. Denemarken trok zich terug uit de anti-Zweedse coalitie en de hertog van Gottorp werd volledig aan de koning gelijkgesteld.
Hertog Frederik IV bleef Zweden steunen en trad als officier toe tot het Zweedse leger. In de Slag bij Klissow in 1702 raakte de hertog dodelijk gewond. Zijn enige zoon, Karel Frederik, was op dat moment nog maar twee jaar oud. Hertogin Hedwig Sophia werd regentes van Gottor, maar Christiaan August, de jongere broer van Frederik IV, nam het eigenlijke bestuur in Gottorp over. Georg Heinrich von Görtz, een lid van de geheime raad, kreeg de verantwoordelijkheid over de financiën. Na de dood van Hedwig Sophia in 1708 bepaalde von Görtz voor een groot deel de Gottorpse politiek, die onder zijn verantwoordelijkheid gekenmerkt werd door nepotisme, machtsmisbruik en corruptie.
In 1709 verloor Zweden de Slag bij Poltava van Rusland. Denemarken zag zijn kans schoon en verklaarde opnieuw de oorlog aan Zweden. Om een nieuwe Deense invasie te voorkomen bleef de regering van Gottorp neutraal. Na de Deense nederlaag in de Slag bij Gadebusch (1712) zond de Gottorpse regering echter felicitaties aan de Zweedse generaal Stenbock. Daarnaast kreeg het Zweedse leger toegang tot de vesting van Tönning. Denemarken beschouwde dit als een schending van de neutraliteit. Het Deense leger viel het hertogdom binnen en sloeg het beleg voor Tönning. Op 13 maart 1713 vaardigde de Deense koning het Okkupationspatent uit. Sleeswijk werd officieel geannexeerd. De Denen vervingen de hertogelijke beambten en tijdens kerkdiensten mocht alleen nog voor de koning worden gebeden. Ook het Gottorpse deel van Holstein werd door Deense troepen bezet.

## Religie

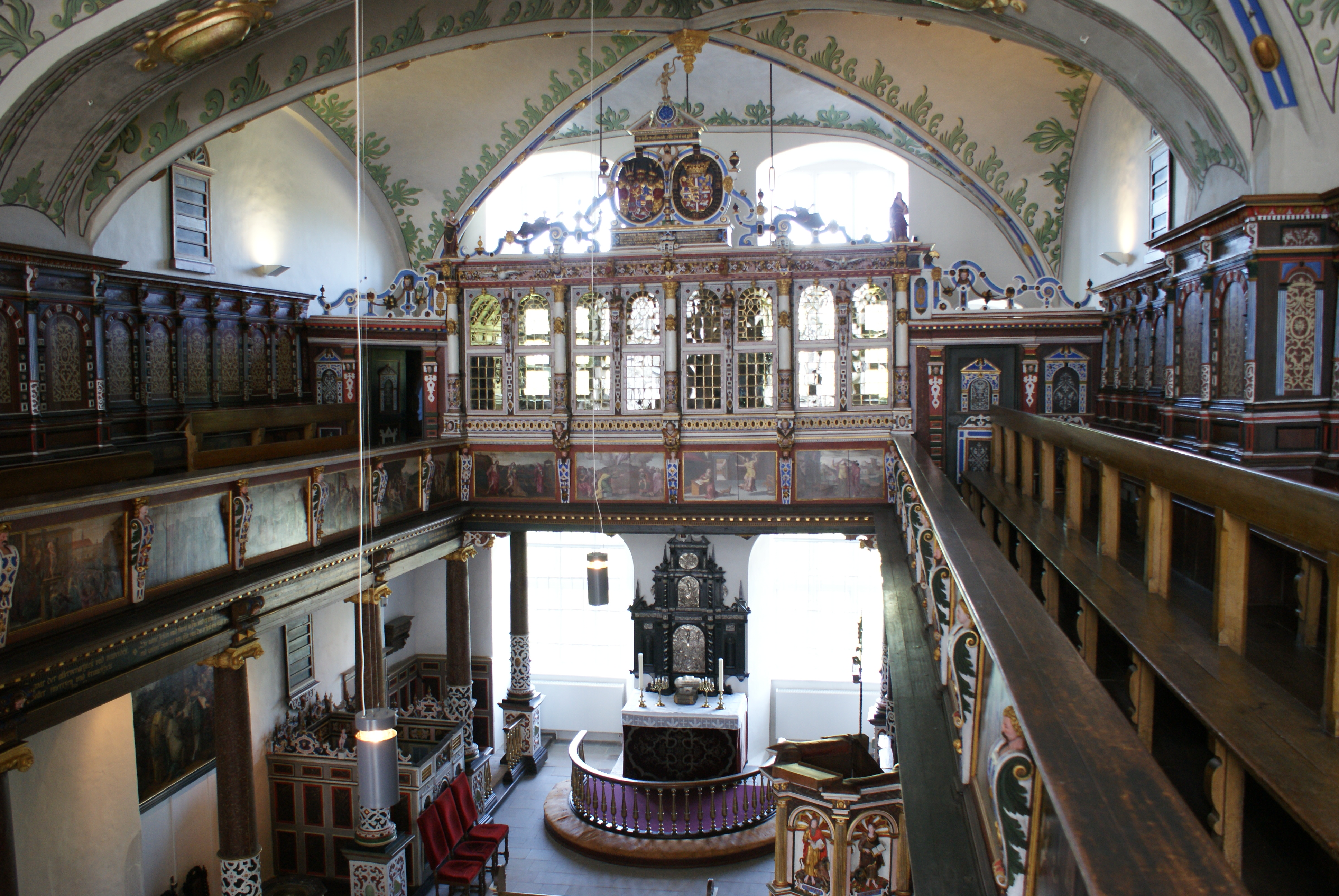
Slotkapel in Gottorp

Het hertogdom Gottorp was, net zoals de rest van Sleeswijk en Holstein, een luthers land. Koning Frederik I had als hertog van Sleeswijk en Holstein lutherse predikanten toegestaan om zich in de hertogdommen te vestigen. Zijn zoon Christiaan III had na de dood van de laatste katholieke bisschop van Sleeswijk in 1542 het Lutheranisme officieel als staatsgodsdienst ingevoerd. Als summus episcopus of opperste bisschop namen de hertogen namen de leiding over de kerk op zich. Na de verdeling van de hertogdommen in 1544 kreeg elke hertog de verantwoordelijkheid over de kerk in zijn eigen landsdeel. De Sleeswijk-Holsteinse kerkorde die Johannes Bugenhagen in 1542 had opgesteld bleef ook na de deling geldig.

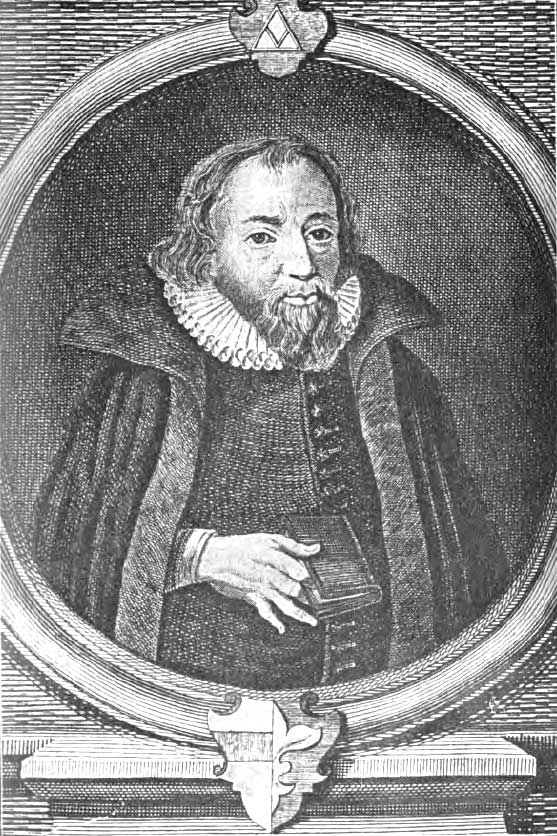
Paul von Eitzen

In 1562 droeg Hertog Adolf zijn religieuze taken over aan een generaal-superintendent of generaal-proost. In naam van de hertogen controleerden de superintendenten het werk van de dominees en voerden visitaties uit. Op kerkelijk gebied was het bestuursapparaat in Gottorp verder ontwikkeld dan in het koninklijke deel van de hertogdommen: pas in 1636 stelde koning Christiaan IV zijn eigen superintendent aan.
Onder leiding van Paul von Eitzen, de eerste superintendent van Gottorp, kregen gereformeerd protestantse ideeën, zoals het Calvinisme, relatief veel ruimte. Von Eitzen hield vast aan de theologische koers van zijn leraar Philipp Melanchthon. Hiermee stond hij tegenover de 'gnesio-lutheranen', die een orthodox lutheranisme aanhingen. De leerstellingen uit het orthodox-lutherse concordiënboek werden door Von Eitzen dan ook niet in de hertogdommen ingevoerd.
Hoewel hertog Johan Adolf luthers bleef, werd zijn hof vanaf 1600 zeer stek beïnvloed door het calvinisme. De hertog verbood pastoors om tegen de calvinisten te polemiseren en schonk een luisterend oor aan gereformeerde theologen die de schilderijen, altaarstuk en liturgische gewaden uit de kerken wilden verwijderen. Toen zijn generaal-superintendent hiertegen protesteerde verving de hertog hem door een Hessische calvinist. Na de dood van Johan Adolf in 1616 verloor het calvinisme aan invloed.

## Hertogen
- 1544 - 1586: Adolf
- 1586 - 1587: Frederik II
- 1587 - 1590: Filips
- 1590 - 1616: Johan Adolf
- 1616 - 1659: Frederik III
- 1659 - 1695: Christiaan Albrecht
- 1695 - 1702: Frederik IV
- 1702 - 1739: Karel Frederik
- 1739 - 1762: Karel Peter Ulrich
- 1762 - 1773: Paul